# Амбарцево
Амба́рцево — исчезнувшая деревня в Молчановском районе Томской области России. На момент упразднения входила в состав Молчановского сельсовета. Упразднена в 1970-е годы.

## География
Располагалась на 1103 км правого берега реки Обь, напротив села Соколовка.

## История
Исторический населённый пункт южных селькупов (группа тюйкум) — юрты Анбарцевы. Одно из крупнейших южноселькупских поселений. Название происходит от селькупских корней а̄ӄ / аӈ — рот, устье, и пар — верх, поверхность, т.е. «устьевой яр».
В южноселькупском ареале выделяются отдельные поселения и сгустки поселений, где в разные годы происходила концентрация селькупского населения (особенно значительная в середине XIX в.), выше устья Чулыма это Амбарцевы — Былины — Саровские и около пяти прилегающих более мелких поселений. По данным переписи 1859 г. в каждом из этих поселков население было не менее 100–150 человек. До 1930-х гг., т.е. до массовой ссылки в Нарымский край и массовых русско-селькупских брачных предпочтений, выделенные посёлки-юрты реально были местом концентрации селькупской этничности, куда стремились вернуться после многолетних миграционных передвижений по просторам Нарымского края те, кто в них родился.
Коренные жители — селькупы Пурчины, Писаровы, Олтурмековы, Килеевы, Авдаевы, Мандраковы; в XX в. к ним добавились Былины, Саргины, Яткины. В 1897: 52 хозяйства — 232 селькупа и 40 русских жителей, крупнейшее на тот момент южноселькупское поселение. Населённый пункт относился к Шепецкой инородческой волости.
В 1926 году деревня Амбарцева состояла из 98 хозяйств. В административном отношении являлась центром Амбарцевского сельсовета Молчановского района Томского округа Сибирского края.
В 1957 году включена в состав Молчановского сельсовета.
Исключена из учётных данных в 1970-е годы.

### Археология
Амбарцевские курганы расположены в 4 км от дер. Амбарцевой, вниз по протоке Оби, на правом ее берегу, в 1 км от пасеки Соколовского колхоза, на лугу. На момент 1950-х гг. не были обследованы.
Амбарцевское древнее селище находится в северо-западной окраине дер. Амбарцевой, на левом берегу Оби. У обрыва берега видно, что под поверхностным слоем, в котором встречаются обломки современной посуды, идёт слой, насыщенный черепками от черноглиняных сосудов, вылепленных от руки, с чеканным лапчатым орнаментом. Ещё ниже, в слабо насыщенном угольками слое найдены обломки от черноглиняных сосудов, покрытые часто нанесённым гребенчатым орнаментом.

## Население
| 1920 | 1926 | 1939 | 1952 | 1959 | 1970 |
| ---- | ---- | ---- | ---- | ---- | ---- |
| 451  | ↗464 | ↘394 | ↘193 | ↘148 | ↘58  |

Согласно переписи 1926 года основным населением деревни были русские.